# Gununga aurora
Gununga aurora är en insektsart som först beskrevs av Melichar 1914.  Gununga aurora ingår i släktet Gununga och familjen dvärgstritar. Inga underarter finns listade i Catalogue of Life.